# 足立陽
足立 陽（あだち よう、1978年1月12日 - ）は、日本の小説家。大阪府出身。同志社国際高等学校卒業、京都大学総合人間学部卒業、同大学大学院退学。京都府在住。

## 経歴
大学では芸術学を専攻、大学院では人類学の研究を行いながら、インドに長期滞在する日々を送った。2014年、第38回すばる文学賞を「島と人類」で受賞。

## 著作

### 単行本
- 『島と人類』（集英社、2015年2月）
  - 島と人類 - 『すばる』2014年11月号

### 雑誌掲載
- この膜の奥（『すばる』2015年9月号）
- ハイのゆくえ（『すばる』2016年9月号）
- プロミネンス☆ナウ！（『すばる』2023年7月号）